# 最高人民法院图书馆
最高人民法院图书馆，位于北京市，是中华人民共和国最高人民法院的内部图书馆。

## 简介
2006年7月，中共最高人民法院党组决定成立最高人民法院图书馆，正式启动图书馆建设工作。在最高人民法院办公厅、最高人民法院司法行政装备管理局和全院支持下，最高人民法院图书馆经一年多时间，完成了回溯建库、自动化改造、北花市大街新馆建设工作。
最高人民法院图书馆共有两座馆舍，分别位于东交民巷27号最高人民法院机关办公一区大楼和北花市大街9号最高人民法院机关办公二区大楼。馆舍面积2000多平方米。其中，东交民巷最高人民法院机关图书馆在中区五、六层，馆舍面积580多平方米；北花市大街9号新图书馆在办公楼三层，馆舍面积1400余平米。纸质藏书、电子藏书各数万册，电子期刊数千种，电子数据库多个，另有博硕士论文、会议论文等电子资源，并设电子阅览室等设施。